# Hrimne, Horodok
Hrimne (în ucraineană Грімне) este o comună în raionul Horodok, regiunea Liov, Ucraina, formată numai din satul de reședință.

## Demografie
Componența lingvistică a comunei Hrimne
     Ucraineană (100%)
Conform recensământului din 2001, toată populația comunei Hrimne era vorbitoare de ucraineană (100%).